# Acumulação primitiva
Acumulação primitiva é um conceito cunhado por Karl Marx no Livro I de O Capital (1967) para compreender os eventos que possibilitaram o surgimento do capitalismo a partir da dissolução do sistema feudal. O sistema capitalista desenvolveu-se em uma série de estágios, caracterizados por distintos níveis de maturidade. Para Marx, seria a própria acumulação primitiva - previous accumulation ou "acumulação original", para Adam Smith -  o seu ponto de partida, estabelecendo suas bases econômicas e sociais: o "pecado original" que daria origem a miséria das massas.

## A formação do capital e a acumulação primitiva

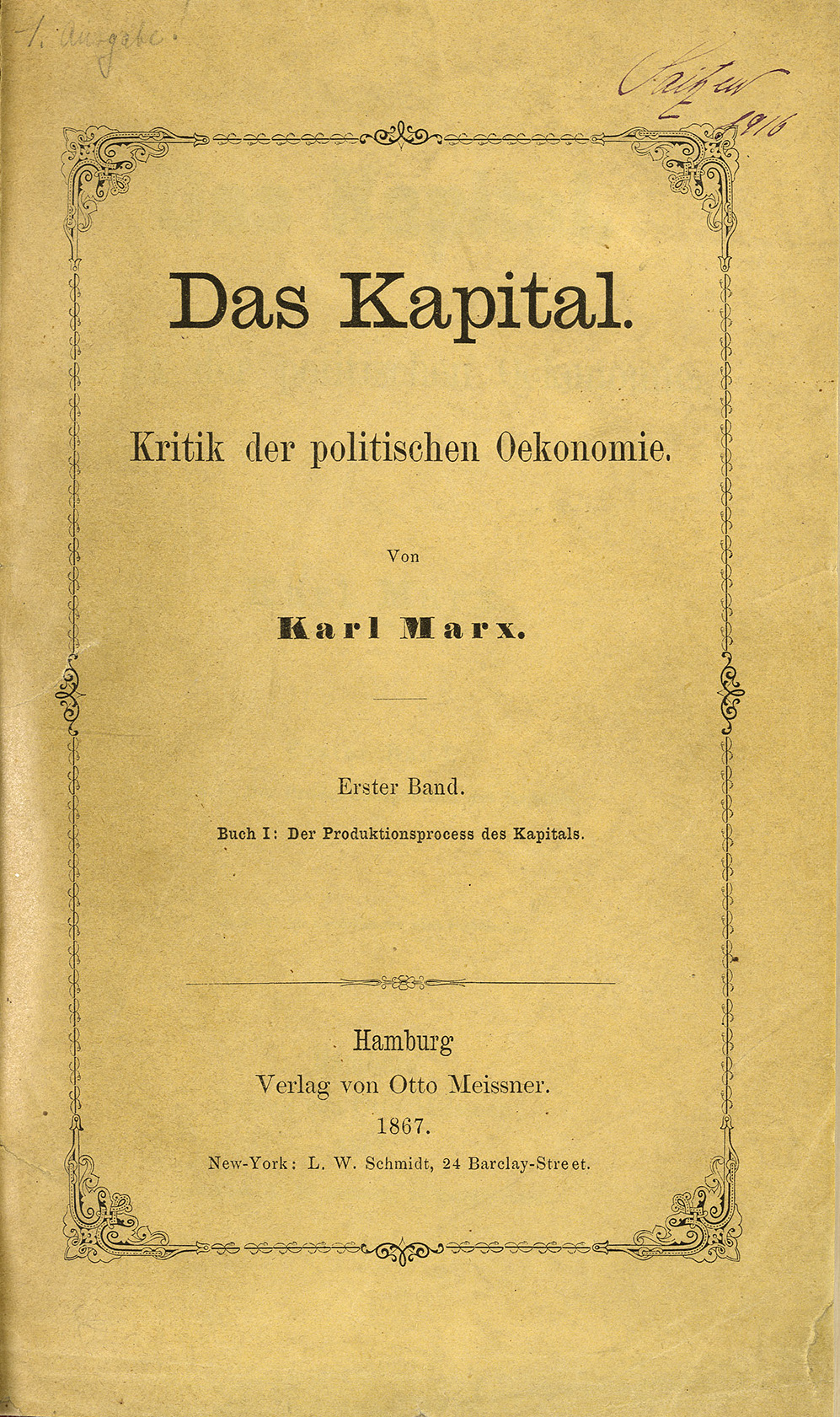
O Capital, Livro 1, capa da 1.ª edição, 1867

A acumulação primitiva enquanto conceito é abordado por Karl Marx no capítulo 24 do Livro 1 de O Capital, "A assim chamada acumulação primitiva". Segundo Marx, a origem do modo de produção capitalista não está ligada a uma pura e simples racionalização da divisão do trabalho social, mas sim a um processo violento de expropriação da produção familiar, artesanal, camponesa, corporativa. Tal expropriação separou o produtor direto dos seus meios de produção e subsistência e formou enormes massas de indigentes e desempregadas que rapidamente transformam-se em uma volumosa reserva de força de trabalho livre e disponível para ser comprada, o proletariado.
Ainda de acordo com Marx, para que o capital exista - isto é, para que dinheiro e mercadoria, meios de produção e subsistência, adquiram status de capital - é necessária a existência de duas categorias distintas de indivíduos: aqueles que possuem os meios, e aqueles produtores que, desvinculados desses, integram a massa de trabalhadores livres. É essa separação entre os produtores e a propriedade dos meios de produção, que se intensifica a partir do século XVII, a responsável pela acumulação primitiva do capital na mão dos possuidores e a materialização das condições fundamentais para o surgimento do sistema capitalista. Por outro lado, a exploração das colônias ultramarinas através de saques, especulação comercial, tráfico de escravos e monopólios mercantis propiciaram enormes oportunidades de enriquecimento para uma parcela da burguesia.

## O sistema feudal

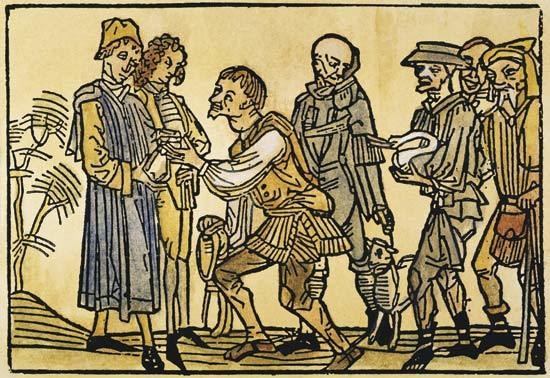
O sistema feudal na Idade Média.

No século XV, a vasta maioria da população inglesa era constituída de camponeses economicamente autônomos, que recebiam salários e terras para cultivo. Aqueles entre eles que tivessem tempo livre também poderiam trabalhar para os grandes proprietários.
Caracterizava a sociedade medieval a posse direta dos produtores sobre seus meios de produção e subsistência e, particularmente, sua ligação com à terra. Essa massa camponesa livre desfrutava de terras comunais, garantidoras de pasto para rebanhos, matérias primas e combustíveis. A terra de um senhor era partilhada entre seus vassalos, cujo excedente do trabalho era por ele apropriado através do que Karl Marx denomina de meios "extra econômicos": a coerção direta através do uso da força. O número de súditos de um senhor era uma representação de seu poder.
Com a virada para o século XVI, essa estrutura deixa de ser a regra: dissolvem-se os séquitos feudais, e uma massa de trabalhadores livres é lançada ao mercado. Foi a dissolução da estrutura econômica da sociedade feudal que permitiu o surgimento da estrutura econômica capitalista.

### Expropriação das terras comunais

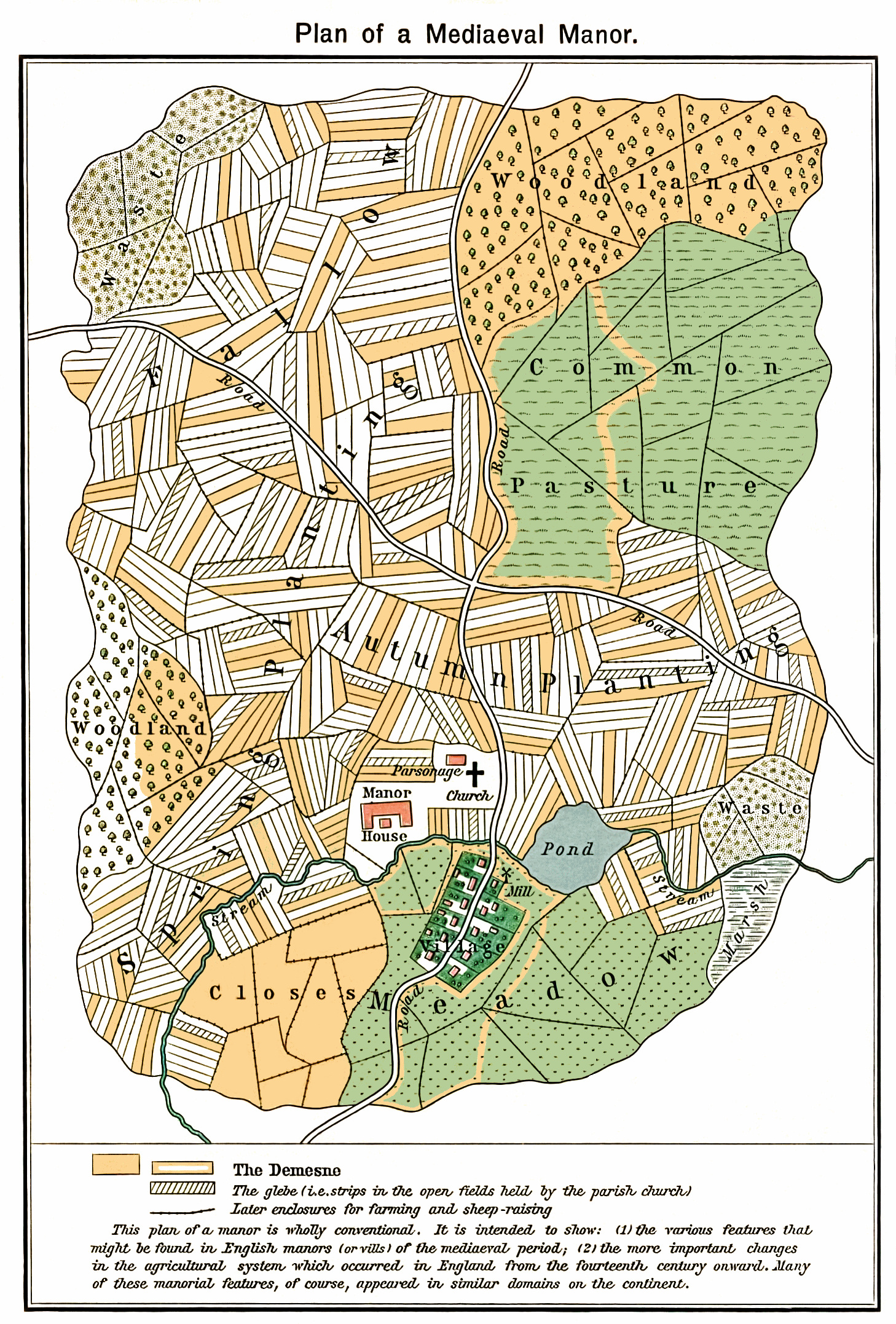
Mapa conjectural de uma senhoria medieval inglesa. A parte alocada para 'pasto comum' é mostrada na seção nordeste, sombreada em verde.

Enquanto nos séculos XV e XVI a legislação inglesa ainda buscava, mesmo que sem sucesso, resistir a expropriação das terras comunais, no século XVIII era ela própria, apesar das queixas populares, aquela a decretar as leis para cercamentos (Bills for Inclusures of Commons). As terras expropriadas passam as mãos dos proprietários fundiários.
Com a Reforma, também as posses da Igreja, grande detentora de terras, são expropriadas. Sua terras são vendidas ou presenteadas, moradores de monastérios são expulsos e a parcela do dizimo dedicada as populações mais pobres são confiscadas.
Os grandes senhores feudais, em oposição à Coroa e ao Parlamento, incentivam a expansão da massa de trabalhadores livres ao usurpar as terras comunais e expulsar de modo brutal os camponeses das terras onde viviam, seus meios de produção e subsistência, e sobre as quais possuíam os mesmos títulos jurídicos feudais.  A nova aristocracia fundiária se alia a nova bancocracia e os grandes manufatureiros. O roubo das propriedades comunais e dos domínios estatais e da igreja inchou ainda mais os arrendamentos (fazendas de capital) e liberou a população para indústria.
A Revolução Gloriosa conduz ao poder do novo proprietário fundiário e o capitalista, agora possuidor de domínios estatais e da Igreja, para além das antigas terras comunais. Está dada assim a base do que se tornaria a oligarquia inglesa do século XX. O solo torna-se agora um artigo comercial, ampliando a superfície de exploração agrícola que se beneficiará da ampla oferta de proletariado.
Já nas ultimas décadas do século XVIII, a uma vez numerosa classe de camponeses livres já foi perdida, substituída por pequenos arrendatários, e a propriedade comunal deixa de existir por completo. Livres dos meios de produção, essa nova massa de trabalhadores se vê forçada a vender a única coisa que possuem: sua força de trabalho. Somente no capitalismo é que o modo de apropriação dominante baseia se na desapropriação dos produtores diretos legalmente livres, cujo-trabalho excedente é apropriado por meios puramente "econômicos".

## Advento do modo de produção capitalista

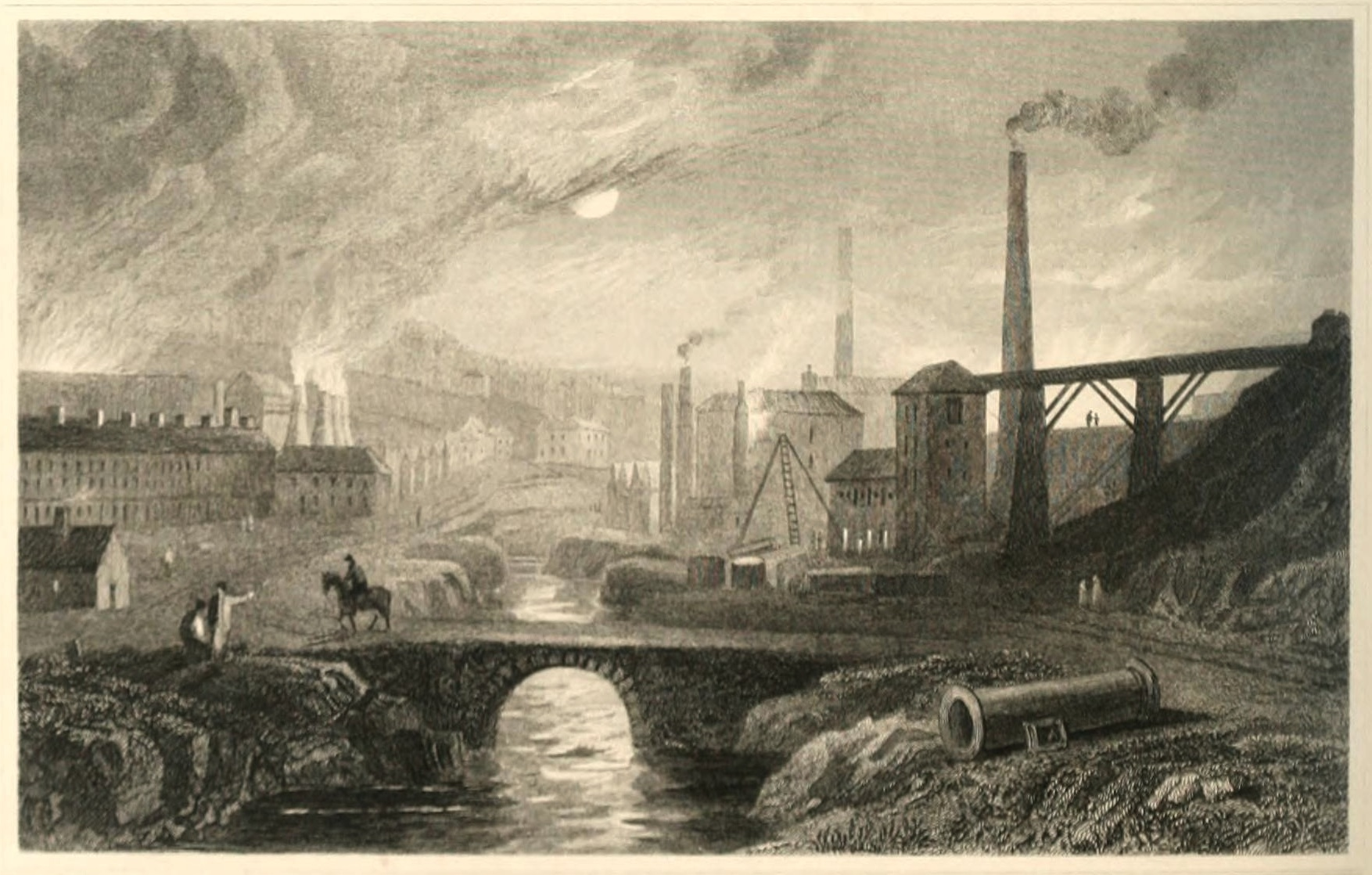
Cena industrial mostrando siderurgia em Nantyglo, Blaenau Gwent, Grã-Bretanha, na década de 1830.

Com o fim do regime feudal, o antigo modo de produção não será necessariamente eliminado, mas progressivamente reduzido em escala até não presentar competição para o regime capitalista. Esse expandiu-se além dos limites de seu predecessor, e contava com o suporte de novas forças produtivas e potencialidades econômicas. No momento em que essas se apresentam substancialmente estabelecidas, a nova classe dominante - o capitalista - afirma seu poder.
É com a Revolução Industrial e as inovações técnicas dela advindas, entretanto, que a acumulação primitiva dá espaço para a acumulação capitalista em definitivo. Em contraste com a sociedade feudal, a sociedade moderna caracteriza-se por uma relação contratual entre trabalhador e capitalista, a primeira vista indistinguível de qualquer das outras transações de livre mercado.